# Protaphorura pulvinata
Protaphorura pulvinata är en urinsektsart som först beskrevs av Hermann Gisin 1954.  Protaphorura pulvinata ingår i släktet Protaphorura, och familjen blekhoppstjärtar. Arten är reproducerande i Sverige.